# 28 juillet
Pour les articles homonymes, voir Vingt-Huit-Juillet.
28 juin 28 août
Chronologies thématiques
- Croisades
- Ferroviaires
- Sports
- Disney
- Anarchisme
- Catholicisme

Abréviations / Voir aussi
- (° 1852) = né en 1852
- († 1885) = mort en 1885
- a.s. = calendrier julien
- n.s. = calendrier grégorien
- Calendrier
- Calendrier perpétuel
- Liste de calendriers
- Naissances du jour

Le 28 juillet est le 209e jour de l'année du calendrier grégorien, 210e lorsqu'elle est bissextile, il en reste ensuite 156.
Son équivalent était généralement le 10 thermidor du calendrier républicain /  révolutionnaire français, officiellement dénommé jour de l'arrosoir.

## Événements

### VIIIesiècle
- 754 : Pépin le Bref est sacré roi des Francs à Saint-Denis par le pape Étienne II.

### XIVesiècle
- 1364 : les Florentins battent les Pisans à la bataille de Cascina. La victoire florentine sera célébrée par une fresque du même nom par Michel-Ange aujourd'hui perdue.

### XVesiècle
- 1488 : bataille de Saint-Aubin-du-Cormier en Bretagne.

### XVIesiècle
- 1540 : l'une des figures politiques les plus importantes du règne de Henri VIII d'Angleterre, Thomas Cromwell, est exécuté pour haute trahison. Le même jour, Henri se marie une cinquième fois, cette fois avec Catherine Howard.
- 1556 : Gattières, enclave étrangère sur la rive droite du Var, devenue en 1338 la frontière orientale de la France, est occupée par les Français.

### XVIIesiècle
- 1656 : bataille de Varsovie.

### XVIIIesiècle
- 1755 : le Conseil de la Nouvelle-Écosse dirigé par le gouverneur britannique Charles Lawrence décide de déporter le peuple acadien, marquant le début de ce qu'on a appelé depuis le "grand Dérangement" (commémoré ci-après in fine).
- 1794 : exécution des frères Robespierre, de Saint-Just, Couthon, et d'autres robespierristes, marquant le début de la fin de la Terreur révolutionnaire, et de la Convention montagnarde, sous la Révolution française.

### XIXesiècle
- 1808 : Napoléon Bonaparte, en visite à Montauban, décide de faire de cette ville le chef-lieu du nouveau département de Tarn-et-Garonne.
- 1821 : le Pérou se déclare indépendant de l'Espagne.
- 1830 : deuxième journée des « Trois Glorieuses », insurrection baptisée ainsi par Honoré de Balzac en 1847 ; La Liberté guidant le peuple, tableau d'Eugène Delacroix, commémore cette journée du 28 juillet.
- 1866 : loi légalisant les unités de poids et de mesures aux États-Unis.
- 1868 : adoption du 14e amendement de la constitution américaine, garantissant aux Afro-Américains les droits de citoyens.

### XXesiècle
- 1914 : l'Autriche-Hongrie déclare la guerre à la Serbie (début de la Première Guerre mondiale).
- 1943 : opération Gomorrah. Les bombes britanniques écrasent la ville de Hambourg, en Allemagne, tuant 42 000 civils allemands.
- 1954 : résolution 105 du Conseil de sécurité des Nations unies (Cour internationale de justice).
- 1957 : fondation de l'Internationale situationniste.
- 1965 : le président des États-Unis Lyndon B. Johnson annonce l'envoi de 50 000 soldats supplémentaires au Viêt Nam (déjà 75 000 sur place).
- 1971 : Pékin annonce que le maréchal Lin Piao, ministre de la Défense, a comploté contre la vie de Mao Tsé-Toung, et qu'il a trouvé la mort dans un accident d'avion en essayant de fuir.
- 1973 : la France procède à un deuxième essai nucléaire à Moruroa, dans le Pacifique.
- 1987 : l'ancien directeur de la centrale nucléaire de Tchernobyl, l'ancien ingénieur en chef, et son adjoint, sont condamnés à dix ans de camp de travail.
- 1989 : Hachemi Rafsandjani, président du Parlement, est élu chef de l'État iranien.
- 1995 : les pays membres de l'Organisation mondiale du commerce (O.M.C.) approuvent, à Genève, l'accord général sur la libéralisation des services financiers.

### XXIesiècle
- 2005 : après 35 ans de lutte contre la présence britannique, l'IRA provisoire annonce la fin immédiate de sa campagne armée et la reprise de son désarmement, sans pour autant s'auto-dissoudre.
- 2011 : résolution no 2001 du Conseil de sécurité des Nations unies sur l'Irak.
- 2016 : Pedro Pablo Kuczynski prend la fonction de président du Pérou y succédant à Ollanta Humala.
- 2022 : L'Assemblée générale des Nations unies reconnaît, dans sa résolution A/76/L.75, que le droit à un environnement propre, sain et durable est un droit humain[1].
- 2024 : au Venezuela, Nicolás Maduro est réélu de manière contestée[2] président de la république, ce qui provoque d'importantes manifestations[3].

## Économie et société
- 1835 : un attentat perpétré par un certain Fieschi vise en vain le roi Louis-Philippe Ier des Français.
- 1945 : un bombardier B-25 Mitchell percute par accident l'Empire State Building y causant 14 victimes.
- 1947 : le cargo Ocean Liberty explose en rade de Brest.
- 1976 :
  - exécution d'un condamné à mort en France, en la personne de Christian Ranucci, meurtrier de la petite Marie-Dolorès Rambla.
  - Un tremblement de terre d'une magnitude comprise entre 7.8 et 8.2 touche Tangshan en Chine.
- 2010 :
  - un vote parlementaire interdit les corridas en Catalogne et donne ainsi une victoire historique aux opposants espagnols à la tauromachie.
  - Un vol 202 Airblue s'écrase au Pakistan (152 morts).
- 2021 : en Turquie, des incendies se déroulent dans la région méditerranéenne principalement, faisant au moins huit morts et des centaines de blessés[4].

## Naissances

### XVesiècle
- 1486 : Pieter Gillis (Peter Giles parfois latinisé Petrus Ægidius ou francisé Pierre Gilles), humaniste, juriste, correcteur et éditeur flamand, secrétaire de la ville d'Anvers au début du XVIe siècle († 6 ou 11 novembre 1533).

### XVIIIesiècle
- 1750 : Fabre d'Églantine (Philippe-François-Nazaire Fabre dit), acteur, dramaturge, poète et homme politique français († 5 avril 1794).
- 1783 : Friedrich Wilhelm von Bismarck, militaire allemand († 18 juin 1860).
- 1795 : Félix Barthe, jurisconsulte et homme politique français († 27 janvier 1863).
- 1800 : Claude Montal, accordeur puis facteur de piano († 7 mars 1865).

### XIXesiècle
- 1816 : Théophile Roussel, médecin et homme politique français († 27 septembre 1903).
- 1840 : George Burritt Sennett, ornithologue américain († 18 mars 1900).
- 1851 : Samuel Sachs, homme d'affaires américain († 2 mars 1935).
- 1864 : Georges Tréville, acteur et réalisateur français († 30 mai 1944).
- 1866 : 
  - Beatrix Potter, naturaliste et écrivaine britannique († 22 décembre 1943).
  - Albertson Van Zo Post, escrimeur américain, champion olympique dans les trois armes († 23 janvier 1933).
- 1874 : Colette Yver, écrivaine française († 17 mars 1953).
- 1878 : Domenico Cigna, juriste, homme politique et journaliste italien († 13 avril 1946).
- 1886 : Gustavo Testa, cardinal italien, délégué apostolique en Égypte, en Palestine (en), en Arabie, en Érythrée, en Éthiopie (en), en Transjordanie et de Chypre (en) puis nonce apostolique en Suisse († 28 février 1969).
- 1887 : Marcel Duchamp, artiste franco-américain († 2 octobre 1968).
- 1892 : 
  - Joe E. Brown, acteur et comédien américain († 6 juillet 1973).
  - Georges Madon, pilote de chasse français de la Première Guerre mondiale († 11 novembre 1924).
- 1898 : Edward Lawry Norton, ingénieur en électricité américain († 28 janvier 1983).
- 1899 : Frans De Haes, haltérophile belge, champion olympique en 1920 († 4 novembre 1923).

### XXesiècle
- 1901 : Rudy Vallee, chanteur, instrumentiste et chef d’orchestre américain († 3 juillet 1986).
- 1902 : Karl Popper, philosophe des sciences autrichien († 17 septembre 1994).
- 1904 : 
  - Pavel Tcherenkov (Павел Алексеевич Черенков), physicien russe, colauréat du prix Nobel de physique 1958 († 6 janvier 1990).
  - Piero Toscani, boxeur italien, champion olympique († 23 mai 1940).
- 1906 : Roland Luc Béchoff, pilote de chasse de la Seconde Guerre mondiale et homme politique français († ? 2006).
- 1907 : Earl Tupper (en), inventeur et homme d’affaires américain, inventeur du Tupperware († 5 octobre 1983).
- 1908 : Vladimir Netchaïev, chanteur soviétique († 11 avril 1969).
- 1914 : 
  - Carmen Dragon, chef d’orchestre et compositeur américain († 28 mars 1984).
  - Woody Strode,joueur de football américain et acteur américain († 31 décembre 1994).
- 1920 :
  - Roland de La Poype, pilote de chasse français, héros de la Seconde Guerre mondiale († 23 octobre 2012).
  - Andrew V. McLaglen, réalisateur de films anglo-américain († 30 août 2014).
  - Lea Padovani, actrice italienne († 23 juin 1991).
  - Gilbert Trigano, entrepreneur de tourisme français († 4 février 2001).
  - Pierre Vadeboncœur, syndicaliste et écrivain québécois († 11 février 2010).
- 1922 : 
  - Jacques Piccard, océanographe suisse († 1er novembre 2008).
  - Edwin Vásquez, tireur sportif péruvien, champion olympique († 9 mars 1993).
- 1925 : 
  - Baruch Samuel Blumberg, scientifique américain († 5 avril 2011).
  - Juan Alberto Schiaffino, footballeur puis entraîneur uruguayen et ensuite italien († 13 novembre 2002).
- 1926 : Charles Biddle, contrebassiste de jazz québécoise d’origine américaine († 4 février 2003).
- 1929 : Jacqueline Kennedy Onassis, première dame des États-Unis, épouse du président John Fitzgerald Kennedy († 19 mai 1994).
- 1930 : 
  - Claude Boujon, auteur et illustrateur de littérature de jeunesse français († 13 septembre 1995).
  - David « Junior » Kimbrough, musicien américain († 17 janvier 1998).
  - Roba (Jean Roba dit), auteur de bande dessinée belge († 14 juin 2006).
- 1931 : Jean-Maurice Rouquette, historien français, spécialiste de la Provence antique et romane, conservateur honoraire du musée de l'Arles antique († 22 janvier 2019).
- 1933 : 
  - Charlie Hodge, joueur de hockey sur glace québécois († 16 avril 2016).
  - Maurice Moucheraud, coureur cycliste français († 13 janvier 2020).
- 1934 : Jacques d’Amboise, danseur et chorégraphe américain († 3 mai 2021).
- 1935 : Denise Perrier, mannequin français.
- 1936 : Russ Jackson (en), joueur de football canadien.
- 1937 : 
  - Bernard Barbiche, historien français.
  - Michèle Lalonde, écrivaine, poète, dramaturge et essayiste québécoise († 22 juillet 2021).
  - Francis Veber, réalisateur et scénariste français.
- 1938 :
  - George Cummings (en), guitariste et compositeur américain du groupe Dr. Hook & the Medicine Show.
  - Curro Girón (Francisco Girón Díaz dit), matador vénézuélien († 28 janvier 1988).
  - Saïd Ben Mustapha (سعيد بن مصطفى), homme politique et diplomate tunisien († 12 novembre 2024).
- 1941 :
  - Riccardo Muti, chef d’orchestre italien.
  - Jean-Claude Dassier, journaliste français.
- 1942 : Kaari Utrio, écrivaine et historienne finlandaise.
- 1943 :
  - Mike Bloomfield, guitariste, chanteur et compositeur américain († 15 février 1981).
  - Bill Bradley, basketteur américain.
  - Richard Wright, musicien britannique († 15 septembre 2008).
- 1944 : Sylvain Joubert, acteur, scénariste, réalisateur et écrivain français († 7 février 2000).
- 1945 : Jim Davis, auteur de bande dessinée américain.
- 1946 : 
  - Jonathan Edwards (en), chanteur et compositeur américain.
  - Fahmida Riaz, poétesse et féministe pakistanaise († 21 novembre 2018).
- 1947 : 
  - Jean-Louis Bérot, joueur de rugby à XV français.
  - Elena Novikova-Belova, escrimeuse soviétique, quadruple championne olympique.
- 1949 :
  - Vida Blue, joueur de baseball américain.
  - Peter Doyle (en), chanteur australien du groupe The New Seekers († 13 octobre 2001).
  - Simon Kirke, musicien britannique.
- 1950 : Howard Buten, psychologue écrivain, acteur et clown américain († 3 janvier 2025).
- 1951 : Santiago Calatrava Valls, architecte, artiste et ingénieur espagnol.
- 1952 : Rama X, roi de Thaïlande depuis 2016.
- 1954 : Hugo Chávez, militaire et homme d’État vénézuélien, président de la République de 1999 à 2013 († 5 mars 2013).
- 1955 : 
  - Nikolaj Zimjatov (Никола́й Семёнович Зимя́тов), fondeur soviétique puis russe.
  - Vasile Andrei, lutteur roumain, champion olympique.
- 1956 : 
  - Guadalupe Larriva, femme politique équatorienne († 24 janvier 2007).
  - Georges Siffredi, homme politique français.
- 1957 : Oscar Muller, footballeur argentin puis français († 19 août 2005).
- 1958 : Terry Fox, athlète canadien († 28 juin 1981).
- 1960 :
  - Alex Czerniatynski, footballeur et entraîneur belge.
  - Hermine Naghdalyan, femme politique arménienne.
- 1961 :
  - Yannick Dalmas, pilote de F1 et d'endurance français.
  - Mustapha El Haddaoui, footballeur marocain
  - René Jacquot, boxeur français.
  - Pascale Montpetit, actrice québécoise.
  - Scott E. Parazynski, astronaute américain.
  - Aleksandr Kurlovich, haltérophile biélorusse, double champion olympique.
- 1963 :
  - Beverley Craven, auteure-compositrice-interprète et musicienne britannique.
  - Gag (André Gagnon dit), scénariste et dessinateur québécois de bande dessinée.
- 1964 : Lori Loughlin, actrice américaine.
- 1965 :
  - Carmen Gloria Arroyo, avocate et animatrice de télévision chilienne.
  - Vincent Moscato, joueur de rugby, consultant télé, animateur radio, comédien et humoriste français.
- 1966 : Miguel Ángel Nadal, footballeur espagnol.
- 1967 : Nelson Minville, chanteur québécois.
- 1968 : Sébastien Courivaud, acteur français.
- 1969 : Garth Snow, joueur de hockey sur glace américain.
- 1970 :
  - Isabelle Brasseur, patineuse artistique canadienne.
  - Emmanuel Guttierez, acteur français.
- 1971 : Annie Perreault, patineuse de vitesse sur piste courte canadienne.
- 1972 :
  - Walter Bénéteau, cycliste sur route français († 11 décembre 2022).
  - Elizabeth Berkley, actrice américaine.
  - Chamaco (Antonio Borrero Borrero dit), matador espagnol.
  - Manuela Lopez, actrice et chanteuse française
- 1973 : 
  - Banksy, artiste de rue a priori britannique aux noms, sexe(s), nationalité(s) et identité(s) incertaines (date hypothétique, peut-être né(e) plutôt vers 1974 par exemple).
  - Marc Dupré, auteur-compositeur et chanteur québécois.
- 1974 : Aléxis Tsípras (Αλέξης Τσίπρας), ingénieur et homme d'État grec, premier ministre de 2015 à 2019.
- 1975 :
  - Simon-Olivier Fecteau, humoriste et réalisateur québécois.
  - Anna Rita Tateo, femme politique italienne.
  - Leonor Watling, actrice espagnole.
- 1976 :
  - Oliver Köhrmann, handballeur allemand.
  - Marcelo Salgueiro, footballeur puis footballeur de plage argentin.
  - Jacoby Shaddix, chanteur américain.
  - Anne-Élisabeth Blateau, actrice française.
- 1977 :
  - Dexter Jackson, joueur de football américain.
  - Manu Ginobili, basketteur argentin, champion olympique.
- 1978 : Yannick Jauzion, joueur de rugby français.
- 1981 :
  - Willie Green, basketteur américain.
  - Dmitry Komornikov (Дмитрий Коморников), nageur russe.
  - Patrick Long, pilote de course automobile américain.
- 1982 : Tom Pelphrey, acteur américain.
- 1983 :
  - Cody Hay, patineur artistique canadien.
  - Marouène Maggaiez (مروان مقايز), handballeur tunisien.
- 1984 :
  - Ali Krieger, footballeuse américaine.
  - Zach Parisé, joueur de hockey sur glace professionnel américain.
  - Alexis Le Rossignol, humoriste français.
- 1985 :
  - Mathieu Debuchy, footballeur français.
  - Victoria Kimani, actrice kényane
  - Topsy Ojo, joueur de rugby anglais.
  - Christian Süss, pongiste allemand.
- 1986 :
  - Alexandra Chando, actrice américaine.
  - Woynishet Girma, athlète éthiopienne.
  - Maxime Mermoz, joueur de rugby français.
  - Blandine Metala Epanga, lutteuse camerounaise.
- 1986 : Aurore Delplace, comédienne et chanteuse belge.
- 1987 :
  - Yevhen Khacheridi (Євген Григорович Хачеріді), footballeur ukrainien.
  - Pedro Rodríguez Ledesma, footballeur espagnol.
- 1989:
  - Leila Ismailava (Лейла Рызванаўна Ісмаілава), présentatrice et mannequin biélorusse.
  - Felipe Kitadai, judoka brésilien.
- 1993 :
  - Mohamed Yattara, footballeur guinéen.
  - Harry Kane, footballeur britannique.
- 1996 : Anthony Jelonch, joueur de rugby, international français.
- 1998 : 
  - Matko Babić, footballeur croate.
  - Frank Ntilikina, basketteur français
- 2000 : 
  - Chris Gloster, footballeur américain.
  - Sebastian Soto, footballeur américain.
  - Emile Smith-Rowe, footballeur anglais.
  - Lee O'Connor, footballeur irlandais.
  - Shunki Higashi, footballeur japonais.
  - Keito Nakamura, footballeur japonais.
  - Dominik Yankov, footballeur canado-bulgare.
  - Yasmin Harper, plongeuse britannique.

### XXIesiècle
- 2002 : 
  - Facundo Kruspzky, footballeur argentin.
  - Lee Tae-seok, footballeur sud-coréen.
- 2003 : 
  - Esmee Brugts, footballeuse néerlandaise.
  - Malik Nabers, joueur de foot U.S américain.

## Décès

### Vesiècle
- 450 : Théodose II, empereur romain d'Orient de 408 à cette mort (° 10 avril 401).

### XIVesiècle
- 1333 : Guigues VIII de la Tour du Pin, dauphin de Viennois (° 1309).
- 1368 : Bolko II, duc de Świdnica (° entre 1309 et 1312).

### XVIesiècle
- 1540 : Thomas Cromwell, homme politique anglais, ministre d'État de 1532 à 1540 (° vers 1485).

### XVIIesiècle
- 1655 : Savinien de Cyrano de Bergerac, écrivain français (baptisé le 6 mars 1619).

### XVIIIesiècle
- 1741 : Antonio Vivaldi, compositeur italien (° 4 mars 1678).
- 1750 : Jean-Sébastien Bach, compositeur allemand (° 31 mars 1685).
- 1794, tous cinq guillotinés en même temps que leur régime de Terreur :
  - Georges Couthon, avocat, homme politique et révolutionnaire français (° 22 décembre 1755).
  - Jean-Baptiste Fleuriot-Lescot, architecte, sculpteur et révolutionnaire belge actif en France (° 1761).
  - Augustin de Robespierre, avocat et homme politique français, frère cadet du suivant (° 21 janvier 1763).
  - Maximilien de Robespierre, avocat et homme politique français, président de la Convention montagnarde (° 6 mai 1758).
  - Louis Antoine Léon de Saint-Just, avocat et homme politique français (° 25 août 1767).
- 1795 : Pierre-Paul Botta, général de brigade français (° 3 mai 1741).

### XIXesiècle
- 1802 : Giuseppe Sarti, compositeur italien (° 1er décembre 1729).
- 1818 : Gaspard Monge, mathématicien français (° 9 mai 1746).
- 1844 : Joseph Bonaparte, frère aîné de Napoléon Ier (° 7 janvier 1768).
- 1886 : 
  - Mazaé Azéma, médecin et homme politique français (° 17 juillet 1823).
  - Edmond Berlet, homme politique français (° 18 octobre 1837).
- 1900 : Marie Zhao Guo, laïque chrétienne chinoise, martyre (° vers 1840).

### XXesiècle
- 1904 : Viatcheslav Plehve (Вячесла́в Константи́нович Пле́ве), directeur de la police tsariste puis ministre russe de l'Intérieur (° 20 avril 1846).
- 1922 : Jules Guesde, homme politique socialiste français, deux fois ministre (° 11 novembre 1845).
- 1925 : Léon Lhermitte, peintre et graveur naturaliste français (° 31 juillet 1844).
- 1926 : Jenő Károly, footballeur et entraîneur hongrois (° 15 janvier 1886).
- 1944 : Ralph Howard Fowler, mathématicien et physicien britannique (° 17 janvier 1889).
- 1968 : 
  - Otto Hahn, chimiste allemand, prix Nobel de chimie en 1944 pour sa découverte de la fission nucléaire (° 8 mars 1879).
  - Ángel Herrera y Oria, cardinal espagnol, évêque de Malaga (° 19 décembre 1886).
- 1969 : Frank Loesser, compositeur et scénariste américain (° 29 juin 1910).
- 1975 : Florine McKinney, actrice américaine (° 13 décembre 1912).
- 1976 : Christian Ranucci, citoyen français, antépénultième condamné à mort en France (° 6 avril 1954).
- 1977 : Aino Kassinen, voyante finlandaise (° 1900).
- 1985 : Michel Audiard, dialoguiste et réalisateur français de cinéma (° 15 mai 1920).
- 1990 : Jill Esmond, actrice britannique (° 26 janvier 1908).
- 1995 : Eddie Hinton (en), chanteur américain de soul et rhythm and blues (° 15 juin 1944).
- 1996 : Roger Tory Peterson, ornithologue américain (° 28 août 1908).
- 2000 : Jerome Smith (en), guitariste américain du groupe KC and the Sunshine Band (° 18 juin 1953).

### XXIesiècle
- 2004 : Francis Crick, savant britannique, prix Nobel de médecine en 1962 (° 8 juin 1916).
- 2006 : David Gemmell, auteur anglais (° 1er août 1948).
- 2007 : Lisa Bresner, écrivain français (° 29 octobre 1971).
- 2010 : Raoul Billerey, comédien et ancien cascadeur français, maître d'armes (° 12 octobre 1920).
- 2011 : Albert Ferrasse, joueur, arbitre et dirigeant de rugby à XV français, président de la Fédération française de rugby à XV de 1968 à 1991, et de l'International Rugby Board de 1979 à 1987 (° 12 août 1917).
- 2014 :
  - Marjolaine Hébert, actrice québécoise (° 13 avril 1926).
  - Yvette Lebon, doyenne du cinéma français (° 14 août 1910).
- 2017 :
  - Maurice Filion, entraîneur et gérant québécois de hockey sur glace (° 12 février 1932).
  - Georges Martin, ingénieur français qui a conçu des moteurs thermiques automobiles pour Simca et Matra (° 14 mars 1930).
- 2020 : Maître Gisèle Halimi (Zeiza Gisèle Élise Taïeb dite), avocate, militante féministe et femme politique franco-tunisienne (° 27 juillet 1927).
- 2021 : Satsuki Eda, magistrat et homme politique japonais opposant à la peine de mort toujours en vigueur dans l'archipel (° 22 mai 1941).
- 2023 :
  - Sadok Ben Mhenni, militant des droits de l'homme, écrivain et traducteur tunisien (° ).
  - Danila Comastri Montanari, romancière italienne (° 4 novembre 1948).
  - Christiane Elien, danseuse sur glace et entraîneur française (° 10 mai 1932).
  - Thomas Goltz, auteur et journaliste américain (° 11 octobre 1954).
  - Timo Hirvonen, hockeyeur sur glace finlandais (° 5 décembre 1973).
- 2024 :
  - Chino XL, rappeur et acteur afro-américain (° 8 avril 1974).
  - Erica Ash, actrice et productrice américaine (° 19 septembre 1977).
  - Suzanne Deriex, écrivaine suisse (° 16 avril 1926).
  - Michel de Grèce, prince de Grèce et de Danemark, écrivain (° 7 janvier 1939).
  - Peter Morgan, joueur international de rugby à XV gallois (° 1er janvier 1959).
  - Reyes Moronta, joueur de baseball dominicain (° 6 janvier 1993).
  - Peter Reddaway, politologue anglo-américain (° 18 septembre 1939).

## Célébrations

### Internationale
Journée mondiale contre l’hépatite.

### Nationales
- Australie : Arbor Day c'est-à-dire jour de l'arbre.
- Canada, Louisiane : commémoration du Grand Dérangement des Acadiens.
- Pérou : fête nationale / fiestas patrias commémorant la déclaration d'indépendance du Pérou par le général José de San Martín à Lima en 1821 (voir événements précédemment) ; et jour de la sorte fixé pour la prise de fonction du président de la République du Pérou nouvellement élu (Pedro Castillo en 2021).
- Russie et religion chrétienne orthodoxe depuis 2009 : jour de fête nationale de la saint-Vladimir Ier, du prince qui aurait baptisé / consacré la Russie un 28 juillet (julien ?) de l'an 988 à Kiev en Ukraine[6].

### Saints des Églises chrétiennes

#### Saints des Églises catholiques et orthodoxes
Référencés ci-après in fine, :
- Acace le Jeune († entre 311 et 319), martyr décapité à Milet sous l'empereur d'Orient Licinius.
- Camélien († vers 525), évêque de Troyes en Champagne, disciple et successeur de saint Loup.
- Eustache d'Ancyre († vers 316) -ou « Eustache de Galatie » ou « Eustathe »-, martyr à Ancyre (aujourd'hui Ankara) en Galatie.
- Irène de Cappadoce († vers 912), abbesse du monastère de Chrysobalanton (la Bourse-d'Or) près de la citerne d'Aspar, ascète, prophétesse et thaumaturge.
- Martyrs de Thébaïde († 248), martyrs en Égypte dans la province de la Thébaïde sous l'empereur romain Dèce.
- Nazaire et Celse († vers 56 ou 68), martyrs légendaires à Milan en Lombardie, peut être sous l'empereur romain Néron comme indiqués.
- Paul de Xiropotamou († vers 996), fils (ou petit-fils ?) de l'empereur Michel Ier, eunuque, fondateur des monastères de Xiropotamou (la Rivière-asséchée) et de Saint-Paul au Mont Athos.
- Procore, Nicanor, Timon, Parménas et Nicolas (Ier siècle), prosélytes originaires d’Antioche, cinq des sept premiers diacres, eux-mêmes "noyau" des Septante disciples.
- Samson (vers 490 - vers 565), né au Pays de Galles, évêque de Dol-de-Bretagne qui évangélisa les Cornouailles et une partie de la Bretagne.
- Victor Ier († 199), 14e pape chrétien de 189 à 199 (fête majeure les 21 juillet).

#### Saints et bienheureux des Églises catholiques
référencés ci-après :
- Alphonsine de l'Immaculée († 1946), de son vrai nom Anne Muttathupandathu, clarisse indienne (voir saint Alphonse l'imminent 1er août).
- Botvid († 1100) -« Botuid », « Botrid » ou « Botwid »-, baptisé en Angleterre, martyr en Suède assassiné par un ancien esclave qu’il avait affranchi.
- Paul de Xiropotamou (Xe siècle), fondateur du monastère d'Aghiou Pavlou.
- Martyrs de la guerre civile espagnole († 1936) : Emmanuel Segura, David Carlos, Joseph Casello Moncho et Joseph Castell Camps, prêtres et religieux, martyrs pendant la guerre civile espagnole de 1936 à 1939.
- Melchior García Sampedro († 1858), évêque dominicain martyr au Vietnam.
- Pierre Poveda Castroverde († 1936), prêtre et martyr espagnol, fondateur de l’Institut thérésien.

#### Saints orthodoxes?
Outre les saints œcuméniques voire pré-schismatiques ci-avant, aux dates parfois "juliennes" / orientales ...
- Christodule de Cassandra († 1777), apprenti tailleur, martyr à Thessalonique par la main de musulmans.
- Pitirim de Tambov († 1698), originaire de Smolensk, évêque de Tambov en Russie.

### Prénoms du jour
Bonne fête aux Samson et ses variantes : Samzun, Sanson, Sansoun, Simpson, Simson, etc. (les Samuel et leurs variantes étant plutôt célébrés les 20 août).
Et aussi aux :
- Heneg et sa variante également bretonne Henan (peut-être en rapport avec les noms bretons "Heno, Hénaf(f)" etc. -aîné-) ;
- aux Nazaire et sa variante Nazer.

## Traditions et superstitions

### Dictons
- « À la saint-Samson, le soleil est aux chansons. »[9]
- « Si le jour de Saint Samson, le pinson boit au buisson, tu peux, bon vigneron, défoncer ton poinçon[10]. » 
  - [ou] « ... l’amour peut chanter sa chanson, le vin sera bon. »[11]

### Astrologie
Signe du zodiaque : sixième jour du signe astrologique du lion.

## Toponymie
Plusieurs voies, places, sites ou édifices de pays ou régions francophones contiennent cette date sous diverses graphies : voir Vingt-Huit-Juillet .